# Annapurna Sriram
Pour les articles homonymes, voir Annapurna et Sriram.
Annapurna Sriram, née à  Burlington dans le Vermont, est une actrice, scénariste et productrice américaine.

## Biographie
Annapurna Sriram a grandi à Nashville Tennessee. Annapurna est diplômée de l'université Rutgers et a obtenu une licence d'art dramatique à la Mason Gross School of the Arts. Annapurna vit à Brooklyn, dans l'État de New York. Elle a interprété le rôle de Reshma dans la pièce The Spoils de Jesse Eisenberg, mise en scène par Scott Elliot pour The New Group. Elle a pu reprendre le rôle dans le West End à Londres, aux Trafalgar Studios.

## Filmographie

### Comme actrice
- 2004 : Dip, Snip and Zip (court métrage) : Annabelle
- 2005 : The Tulip Grower (court métrage) : Anna
- 2009 : Blood Over Broadway (court métrage) : Charlene Little
- 2012 : Jest Originals (court métrage télévisé) : Office Worker / Orgy Participant
- 2015 : South of Hell (série télévisée) : Diversi-Tay (5 épisodes)
- 2016 : Billions (série télévisée) : Tara Mohr (3 épisodes)
- 2016 : Billy and Billie (série télévisée) : Terri
- 2016 : The Lost Flowers (court métrage) : Paula
- 2016 : The Path (série télévisée) : Meera (3 épisodes)
- 2016 : The Real Award (court métrage) : Jennifer
- 2016 : Blacklist (série télévisée) : Odette (5 épisodes)
- 2016 : America Adrift : Abby
- 2017 : Modern Aliens: A Documentary Periodical (série télévisée) : Sarah Sprolo (2 épisodes)
- 2016 : America Adrift : Abby
- 2017 : In Case of Emergency : Jasmine
- 2017 : Girl Friends (court métrage) : Cooper
- 2019 : Dom (court métrage) : Dom
- 2019 : A Case of Blue : Amelia
- 2019 : Leave Not One Alive
- 2025 : Fucktoys : AP

### Comme scénariste
- 2016 : The Lost Flowers (court métrage)
- 2025 : Fucktoys

### Comme réalisatrice
- 2025 : Fucktoys

### Comme productrice
- 2017 : Girl Friends (court métrage)